# Torquato Cardelli
Torquato Cardelli (Sant'Ermo di Lari (PI), 11 ottobre 1895 – Monte Pasubio, 10 ottobre 1916) è stato un militare italiano, bersagliere del VII Battaglione Bersaglieri Ciclisti, medaglia d'oro al valor militare.
Il suo nome è ricordato nella Strada degli Eroi sul Pasubio.